# Elaine Hendrix
Elaine Hendrix (Oak Ridge, 28 de dezembro, 1970) é uma atriz, produtora, cantora, bailarina e ativista americana. Ela é mais conhecida por seus papéis no remake em 1998 de  The Parent Trap, Inspector Gadget 2, e no filme-documentário What the Bleep do We Know!?.

## Carreira

### Dança e modelagem
Em seu último ano do ensino médio Hendrix ganhou um concurso de modelo e tornou-se uma bailarina profissional na Gary Harrison Dance Company.Ela logo teria que dividir seu tempo como modelo e bailarina profissional para empresas como a Nike, Levi, Mattel e Sun Microsystems, e com alguns artistas de de hip-hop incluindo Whodini, Keith Sweat e MC Hammer
Em 1992 ela se mudou para Los Angeles, Califórnia, e logo após se mudar foi atropelada por um carro enquanto andava de bicicleta, pondo um fim precoce à sua carreira como modelo e bailarina.
Em 2013, Elaine foi convidada pela empresa Capcom para ser modelo de rosto para a personagem Alex Wesker em Resident Evil: Revelations 2.

### Cinema e televisão
Após se recuperar de seu acidente, Hendrix entrou para o elenco do curta- metragem de 1995 da série  Get Smart. Ela também apareceu na série de televisão Joan of Arcadia, Friends,  Ellen, Charmed e CSI: Crime Scene Investigation e teve um papel recorrente em  Married... with Children, User Friendly (1995) e  Lez Be Friends (1997).Os filmes em que ela apareceu incluem o remake de The Parent Trap, Operação Cupido, Romy e Michele, Superstar (1999), a versão cinematográfica de Inspector Gadget - Inspector Gadget 2, e What the Bleep do We Know!?. Em 2006, ela também apareceu em um episódio de Ghost Whisperer e no filmeCoffee Date. Em 2008, Hendrix apareceu em dois episódios do agora cancelado demo da série da ABC Family The Middleman como Roxy Wasserman, uma súcubo que trabalha como designer de moda.
Em 2009, Hendrix fez uma aparição na série da ABC  Castle e no filme Rock Slyde de 2009
Hendrix também apareceu como Renee em 90210 na 3ª temporada nos episódios "they're playing his songs" e "Holiday Madness".
Ela pode ser vista na web-série Fetching, que também é uma homenagem ao seu amor por animais.